# Centropomus unionensis
Centropomus unionensis es una especie de pez del género Centropomus, familia Centropomidae, orden Perciformes. Fue descrita científicamente por Bocourt en 1868.
Es una especie inofensiva para el ser humano y comercializada en pesquerías.

## Descripción
La longitud total es de 46 centímetros. Puede alcanzar un peso máximo de 1,1 kilogramos.

## Distribución
Se distribuye por el Pacífico Oriental: desde El Salvador hasta Perú.